# Le Premier Siècle après Béatrice
 (décembre 2023).
Si vous disposez d'ouvrages ou d'articles de référence ou si vous connaissez des sites web de qualité traitant du thème abordé ici, merci de compléter l'article en donnant les références utiles à sa vérifiabilité et en les liant à la section « Notes et références ».
Le Premier Siècle après Béatrice est le titre d'un roman de l'écrivain franco-libanais Amin Maalouf. Il a été publié en 1992.

## Argument
Le protagoniste du roman, un entomologiste français, et sa compagne Clarence dénoncent l'existence d'une « substance » qui est vendue à certains pays du Tiers Monde et qui fait que ceux qui la prennent donnent naissance préférentiellement à des enfants mâles. Cette situation se répétant à plusieurs reprises et à différents endroits de la planète, la société humaine est alors susceptible de disparaître.
Béatrice, la fille du couple, servira à marquer la suite des événements.

## Style
Avec son style particulier, usant dans son roman du récit à la première personne et son langage vif, Maalouf propose dans ce roman une hypothèse inquiétante : le genre humain peut disparaître parce que les anciens préjugés accordent plus d'importance à l'héritage masculin. Si le choix du sexe des enfants peut être fait (ou plus précisément dans ce roman, si les parents qui préfèrent un garçon ont le choix), l'humanité plonge vers sa destruction.
Il s'agit d'un roman particulier, par son message. Après l'étude historique (Léon l'Africain et Samarcande), Maalouf propose un autre point de vue. Et une hypothèse finale bien plus inquiétante que la première : pour sauver l'humanité, il ne suffira pas d'arrêter les fléaux dans les pays du Nord. Le malheur du Sud arrivera chez nous, avant ou après.